# Violeta Dinescu

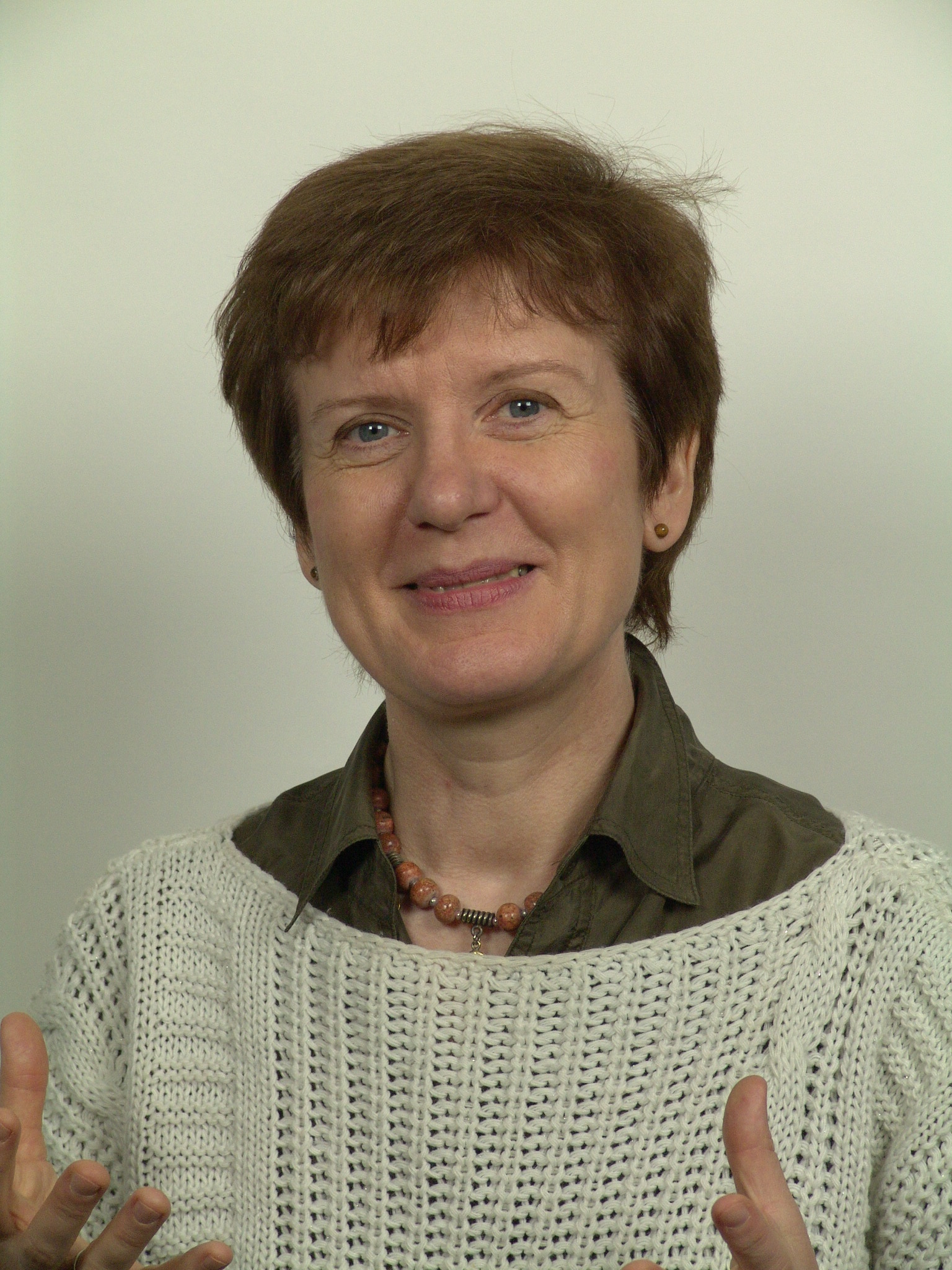
Violeta Dinescu (2005)

Violeta Dinescu (* 13. Juli 1953 in Bukarest) ist eine rumänische Pianistin, Komponistin und Hochschullehrerin. Ihr bisher bedeutendstes Werk ist die Kinderoper Der 35. Mai nach dem Roman Der 35. Mai oder Konrad reitet in die Südsee von Erich Kästner, die 1986 am Nationaltheater Mannheim uraufgeführt wurde und seitdem in zahlreichen Opernhäusern im deutschen Sprachraum gespielt wurde.

## Rumänien
Violeta Dinescu begann ihr Studium der Musik 1972 am Konservatorium Ciprian Porumbescu in Bukarest, wo sie 1976 ihr Staatsexamen mit Auszeichnung sowie drei Diplomen in den Bereichen Komposition, Klavier und Pädagogik ablegte. Danach vertiefte sie ihre Kompositionsstudien bei Myriam Marbe. 1978 erhielt sie einen Lehrauftrag an der Musikschule George Enescu in Bukarest für Musiktheorie, Ästhetik, Kontrapunkt, Harmonielehre und Klavier. 1980 wurde sie in den rumänischen Komponistenverband aufgenommen. Es folgten erste Konzertaufführungen, Rundfunkaufnahmen und Kompositionspreise.

## Deutschland
Seit 1982 lebt und arbeitet Violeta Dinescu in der Bundesrepublik Deutschland. 1986 erfolgte die Uraufführung ihrer ersten Oper Hunger und Durst nach Eugène Ionesco in Freiburg. Seit 1986 war sie als Dozentin an verschiedenen deutschen Hochschulen tätig und hatte von 1996 bis 2021 eine Professur für angewandte Komposition an der Universität Oldenburg inne, wo sie Colloquien mit Komponisten veranstaltete, 2009 u. a. mit Jean-Luc Darbellay und Graham Waterhouse. Sie erhielt bisher über fünfzig internationale Preise und Auszeichnungen für ihre Kompositionen. Ihr Werk wird durch den Verlag Dohr veröffentlicht.

## Wesentliche Werke
- Akanua, Klavier, 1974
- Sonata, Violine oder Viola, Klavier, 1975
- In meinem Garten, Text von Ana Blandiana, Kinderchor, 1980
- Mondnächte, Text von Joseph von Eichendorff, Mezzosopran, Saxophon, Schlagzeug, 1986
- Akrostichon, Orchester, 1983
- Der Kreisel, Ballett nach Eduard Mörike, Orchester, 1985
- Hunger und Durst, Kammeroper, Libretto von der Komponistin nach Eugène Ionesco, Kammerorchester (14 players), 1985
- Concerto, Stimme, Orchester, 1986
- Quatrain, Text von François Villon, Frauenstimme, 1986
- Dona nobis pacem, Mezzosopran, Cello (+ Schlagzeug), 1987
- Tabu, Filmmusik zu einem Stummfilm von Friedrich Wilhelm Murnau, Kammerorchester, 1988
- ICHTHYS, Violine, Cello, Klavier, 1991
- Der 35 Mai, Kinderoper, Libretto von Ulrike Wendt und Florian Zwipf nach Erich Kästner, 3 Solisten, 8-stimmiger Chor, Kinderchor, Orchester, 1986
- Eréndira, Kammeroper, Libretto von der Komponistin nach Gabriel García Márquez, 7 Solisten, Kammerorchester, 1992
- Pfingstoratorium, 5 Solisten, Gemischter Chor, Kammerorchester, 1993
- Schachnovelle, Kammeroper, Libretto von der Komponistin nach Stefan Zweig, 3 Solisten, Kammerensemble, 1994
- L'ORA X, Orchester, 1995
- Self-Reflections I/II, Klavier, Electronik, 1996–97
- Effi Briest, Ballett nach Theodor Fontane, Orchester, 1998
- Vortex – Wolken I, II und III, Kammerorchester, 1998
- Licht-Bruch, Akkordeon, 2001
- Rugá, Klarinette, Kontrabass, Akkordeon, 2001
- Herzriss, opera in nuce, Libretto von der Komponistin nach Homer, Ionesco und Márquez, Frauenstimme und Schlagzeug, 2005
- Schlachtfeld von Marathon, Klavier, Auftragswerk für Klavierfieber, Berlin, initiiert durch das gleichnamige Gemälde von Carl Rottmann, Alte Nationalgalerie, Berlin; UA: 25. Juni 2011 in der Wandelhalle der Gemäldegalerie Berlin

Das komplette Werkverzeichnis findet sich auf der Webseite der Colgate University.